# James R. Taylor
James Renwick (Jim) Taylor, né le 13 décembre 1928 à Little Shemogue (en), au Nouveau-Brunswick et mort le 21 avril 2022 à Montréal au Québec, est un universitaire canadien et un professeur émérite au département de communication de l'Université de Montréal, qu'il a fondé avec Annie Méar et André H. Caron au début des années 1970.

## Biographie
Né le 13 décembre 1928 à Little Shemogue (en), au Nouveau-Brunswick, James Renwick Taylor reçoit son baccalauréat ès Arts et sa maîtrise ès Arts de l'Université Mount Allison à Sackville au Nouveau-Brunswick en 1949 et en 1950. L'année suivante, en Angleterre, il reçoit son all but dissertation (en) (ABD) en littérature de l'université de Londres. En 1978, il obtient son doctorat en communication de l'université de Pennsylvanie.
De retour au Canada, James R. Taylor commence sa carrière en tant que producteur de radio et de télévision pour la Société Radio-Canada à Ottawa en 1956, où il devient superviseur régional en 1963. En 1966, il commence à travailler à l'Université de Pennsylvanie comme chargé de cours et directeur du Laboratoire de la télévision.
En 1970, il accepte un poste de professeur au département de communications qui venait d'être fondé à l'Université de Montréal. En 1999, il prend sa retraite de ce département et, à cette occasion, est nommé professeur émérite.
Dans les années 1980, il est également conseiller en matière de planification au ministère des Communications du Canada à Ottawa, et membre du Centre de recherche canadien sur l'informatisation du travail, renommé plus tard Centre pour l'innovation en technologie de l'information.
Jim Taylor meurt le 21 avril 2022 à Montréal à l'âge de 93 ans.

## Ses travaux
Puisant dans les recherches dans des domaines tels que la psychologie organisationnelle (Karl E. Weick), l'ethnométhodologie (Harold Garfinkel, Deirdre Boden), la phénoménologie (Alfred Schütz) et le collective minding  (Edwin Hutchins (en)), Taylor a développé une théorie originale de la communication organisationnelle, suggère que la communication est le site et la surface des organisations, plutôt qu'un phénomène qui a lieu au sein des organisations préexistantes. Il utilise l'analyse des interactions et de la conversation pour comprendre les processus par lesquels les organisations et les rôles organisationnels émergent et se maintiennent.
La ligne de pensée initiée par James Taylor est connu comme l'école de Montréal de la communication organisationnelle, parfois appelé TMS (The Montréal School). Cette ligne de pensée est reconnu comme une théorie originale par des auteurs comme Haridimos Tsoukas (en), Linda Putnam, Karl E. Weick et Barbara Czarniawska (en).

## Ouvrages (liste partielle)
- Cooren, F., J. R. Taylor, & E. J. Van Every (Eds.) (2006). Communication as organizing: Empirical and Theoretical Explorations In the dynamic of text and conversation. Mahwah, NJ: Lawrence Erlbaum Associates.
- Taylor, J. R. & E. J. Van Every (2000). The Emergent Organization: Communication as its Site and Surface. Mahwah, NJ: Lawrence Erlbaum Associates.
- Taylor, J. R. (1993). Rethinking the theory of organizational communication: how to read an organization. Norwood, NJ: Ablex Publishing.
- Taylor, J. R. & E. J. Van Every (1993). The Vulnerable Fortress: Bureaucratic Organization and Management in the Information Age. Toronto: University of Toronto Press.
- Taylor, J. R.; C. Groleau; L. Heaton & E. J. Van Every (2001). The Computerization of Work: A Communication Perspective. Thousand Oaks, CA: Sage.

## Source de la traduction
- (en) Cet article est partiellement ou en totalité issu de l’article de Wikipédia en anglais intitulé « James R. Taylor » (voir la liste des auteurs).